# 惠勒 (阿拉巴馬州)
惠勒（英語：Wheeler）是一個位於美國阿拉巴馬州勞倫斯縣的非建制地區。該地的面積和人口皆未知。

## 地理
惠勒的座標為34°39′9.3″N 87°14′59″W / 34.652583°N 87.24972°W，而該地的平均海拔高度為182米（即597英尺）。